# Wallburg Havixbrock

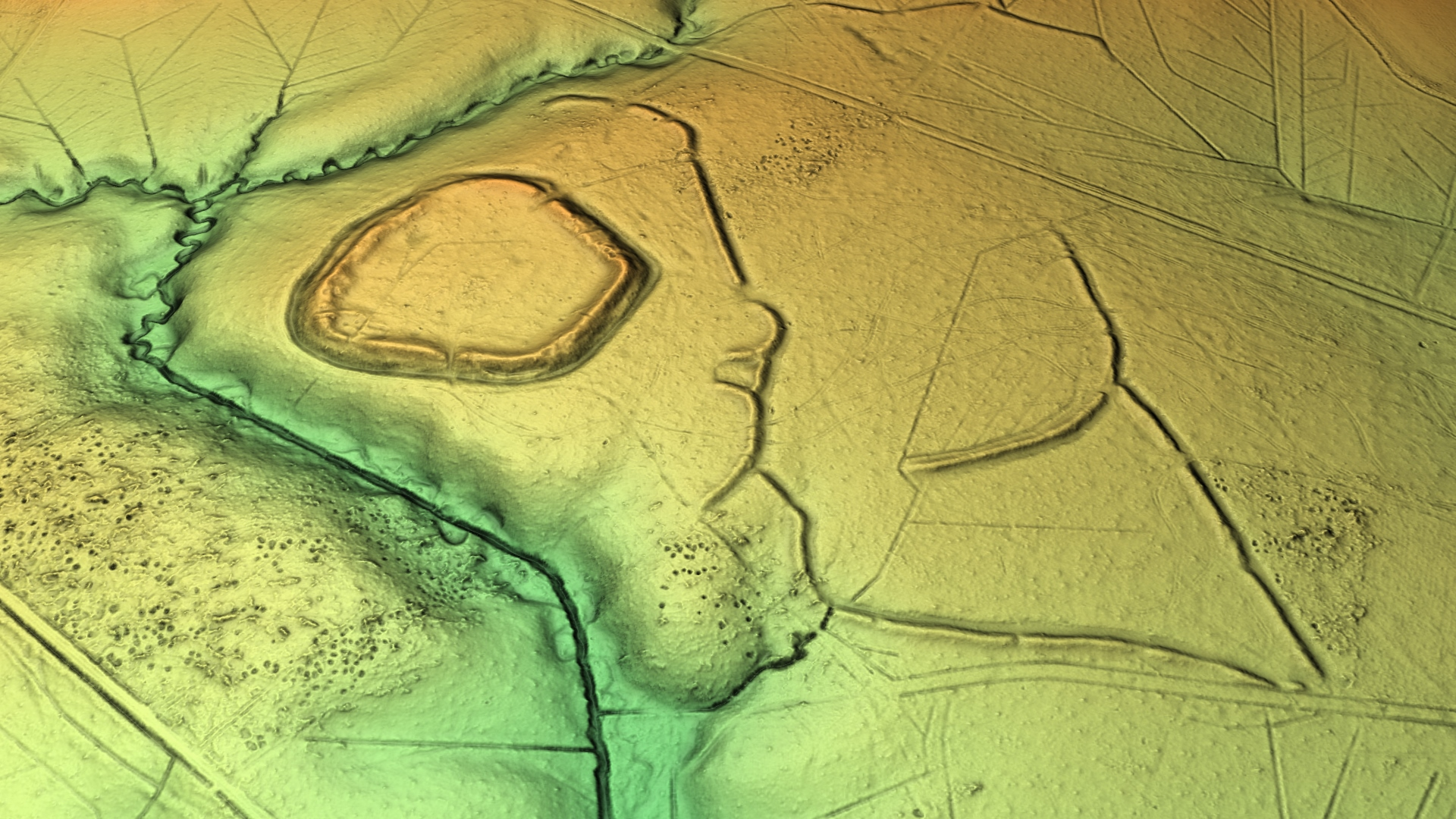
3D-Ansicht des digitalen Geländemodells

Die Wallburg Havixbrock, auch Germanenlager genannt, ist eine karolingisch-ottonische Wallburg im Ortsteil Lippborg der Gemeinde Lippetal im Kreis Soest in Nordrhein-Westfalen. Die Niederungsburg liegt auf einem leicht geneigten Hang in einer Schleife des Frölicher Baches.

## Geschichte
Bei der Ersterwähnung der Wallburg im Jahr 1548 war die Anlage schon lange außer Gebrauch. Historische Zusammenhänge lassen sich höchstens über den benachbarten Hof Havixbrock erschließen. Dieser war Teil eines Fronhofverbandes mit Zentrum im nahe gelegenen Herzfeld, den die Abtei Werden in Essen im Jahr 899 von Otto I., dem Erlauchten, aus dem bedeutenden Geschlecht der Liudolfinger erhalten hatte. Es ist somit wahrscheinlich, dass auch die Errichtung der Wallburg im Havixbrock auf die Liudolfinger zurückging. Auch die Abtei Werden dürften sie als Fluchtburg genutzt haben, wurde doch die benachbarte Abtei Hersfeld bei den Ungarneinfällen verheert.
Sondagegrabungen im Kernwerk und Feldbegehungen ergaben Keramik und weitere Funde des späten 9. bis 11. Jahrhunderts.

## Beschreibung
Das Zentrum des „Germanenlagers“ bildet ein trapezförmiges Kernwerk mit einer Fläche von etwa 1,1 ha. Seine Befestigung besteht aus einem mächtigen Wall mit einer Basisbreite von ca. 15 m und einer Höhe von 3–5 m. Der vorgelagerte Graben ist 8–10 m breit und noch bis zu 2 m tief. Der einzige sicher aus der Entstehungszeit stammende Zugang befindet sich im Norden. In der Südwestecke ist ein Bereich von 135 m² durch Wälle abgetrennt. In diesem Bereich wurden bei Sondagen Trockenmauerfundamente freigelegt, die auf einen Turm hinweisen. Östlich des Kernwerks wird die Bachschleife durch einen deutlich schwächer ausgeführten Abschnittswall mit vorgelagertem Graben von etwa 370 m Länge abgeschnitten, in dem sich wahrscheinlich ein Zangentor befindet. Daneben gibt es im Osten und Norden weitere Wälle, deren Bezug zur Burg jedoch noch zu klären ist. 